# Hyacinthe Rigaud

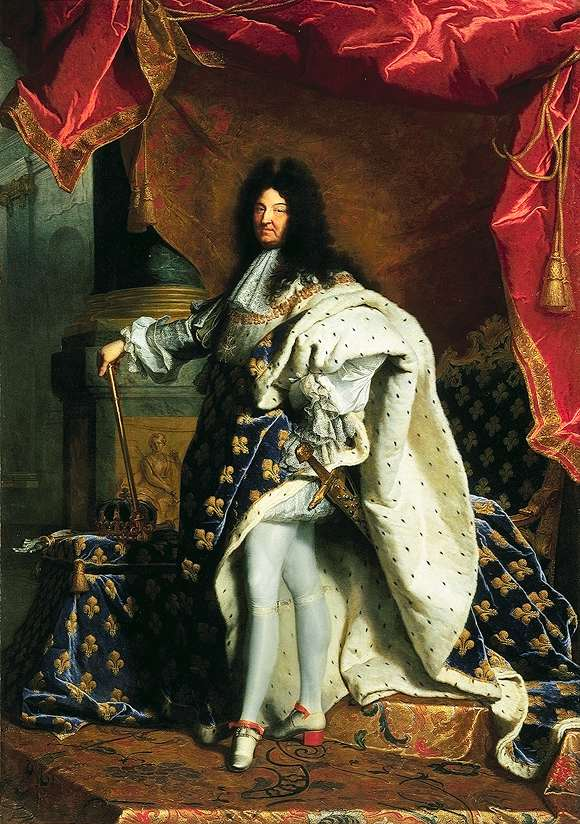
Ludwik XIV (1701), Luwr

Hyacinthe Rigaud (właśc. Hyacinthe-François-Honoré-Mathias-Pierre Martyr-André Jean Rigau y Ros; ur. 18 lipca 1659 w Perpignan, zm. 27 grudnia 1743 w Paryżu) – malarz francuski, jeden z najważniejszych portrecistów Ludwika XIV. 

## Życiorys
Urodził się w rodzinie artystów i w młodości wyjechał do Montpellier, by kształcić się u malarza Pezeta. Później był także uczniem François Verdiera i Antoine'a Ranca Starego. W 1682 roku przeniósł się do Paryża, gdzie otrzymał Prix de Rome (stypendium dla młodych, dobrze zapowiadających się artystów) i uczył się u Charlesa Le Bruna. Przez kolejne 62 lata wykonywał głównie portrety. Jego uczniem był Jean Ranc.
Wzorował się na malarstwie Philippe'a de Champaigne i Antona van Dycka. Jego portrety Ludwika XIV są bardzo oficjalne, pełne przepychu i majestatu. 